# Zdzisław Bitner
Zdzisław Bitner (ur. 28 stycznia 1909 w Poznaniu, zm. 12 lipca 1997) – polski inżynier elektrotechnik, energetyk. Członek Bydgoskiego Koła Absolwentów Politechniki Poznańskiej, Federacji Stowarzyszeń Naukowo-Technicznych NOT oraz członek honorowy Stowarzyszenia Elektryków Polskich.

## Życiorys
Syn Leona Büttnera i Pauliny z Dąbrowskich. Początkowo nosił nazwisko ojca, by po wojnie je zmienić i używać w spolszczonej wersji. Miał dwoje rodzeństwa – brata Witolda oraz siostrę Irenę. Początkowo uczył się w Volksschule, pobierał także prywatne lekcje języka polskiego i historii. Następnie uczęszczał do Gimnazjum Koedukacyjnego w Dąbiu nad Nerem, które ukończył w 1928. Był pierwszym absolwentem Wydziału Elektrycznego Politechniki Poznańskiej (rocznik 1932, ówcześnie pod nazwą Państwowa Wyższa Szkoła Budowy Maszyn i Elektrotechniki). Środki pieniężne na studia swoje oraz brata uzyskał dzięki udzielaniu korepetycji z przedmiotów ścisłych. W czasie studiów był współautorem opracowania skryptu z wykładów Eugeniusza Jezierskiego na temat oświetlenia elektrycznego. Po ukończeniu studiów odbył roczną służbę wojskową w Szkole Podchorążych Rezerwy Wojsk Łączności w Zegrzu, następnie pracował w Zjednoczeniu Elektrowni Okręgu Radomsko-Kieleckiego w Skarżysku-Kamiennej, Królewskim Urzędzie Miar w Poznaniu i Pomorskiej Elektrowni Krajowej „Gródek".
Zmobilizowany w sierpniu 1939 uczestniczył w walkach kampanii wrześniowej 1939, brał udział w Bitwie nad Bzurą. W Puszczy Kampinoskiej dostał się do niewoli niemieckiej. Przebywał w oflagach XI A Osterode jako jeniec wojenny nr 446/XIA oraz II C Woldenberg. Wraz z grupą kilku innych oficerów zorganizował Koło Obozowe Stowarzyszenia Elektryków Polskich. Po wojnie opracował między innymi koncepcję zasilania Grudziądza w energię elektryczną oraz założył rodzinę.
Był redaktorem publikacji pokonferencyjnej INELEKTRA '76 Postęp techniczny w sprzęcie oraz instalacjach elektrycznych przemysłowych i domowych, 28–29. IX. 1976 r. Bydgoszcz.
Zmarł 12 lipca 1997, pochowano go na cmentarzu katolickim Świętego Wincentego à Paulo w Bydgoszczy.

## Odznaczenia i wyróżnienia
Odznaczony został m.in.:
- Krzyżem Kawalerskim Orderu Odrodzenia Polski
- Srebrnym Krzyżem Zasługi
- Medalem „Za udział w wojnie obronnej 1939”
- Złotymi Odznakami Honorowymi SEP i NOT